# Corpus Scriptorum Christianorum Orientalium
Il Corpus Scriptorum Christianorum Orientalium, spesso abbreviato in CSCO, è una raccolta multilingue di testi letterari dell'Oriente cristiano. 

## Storia

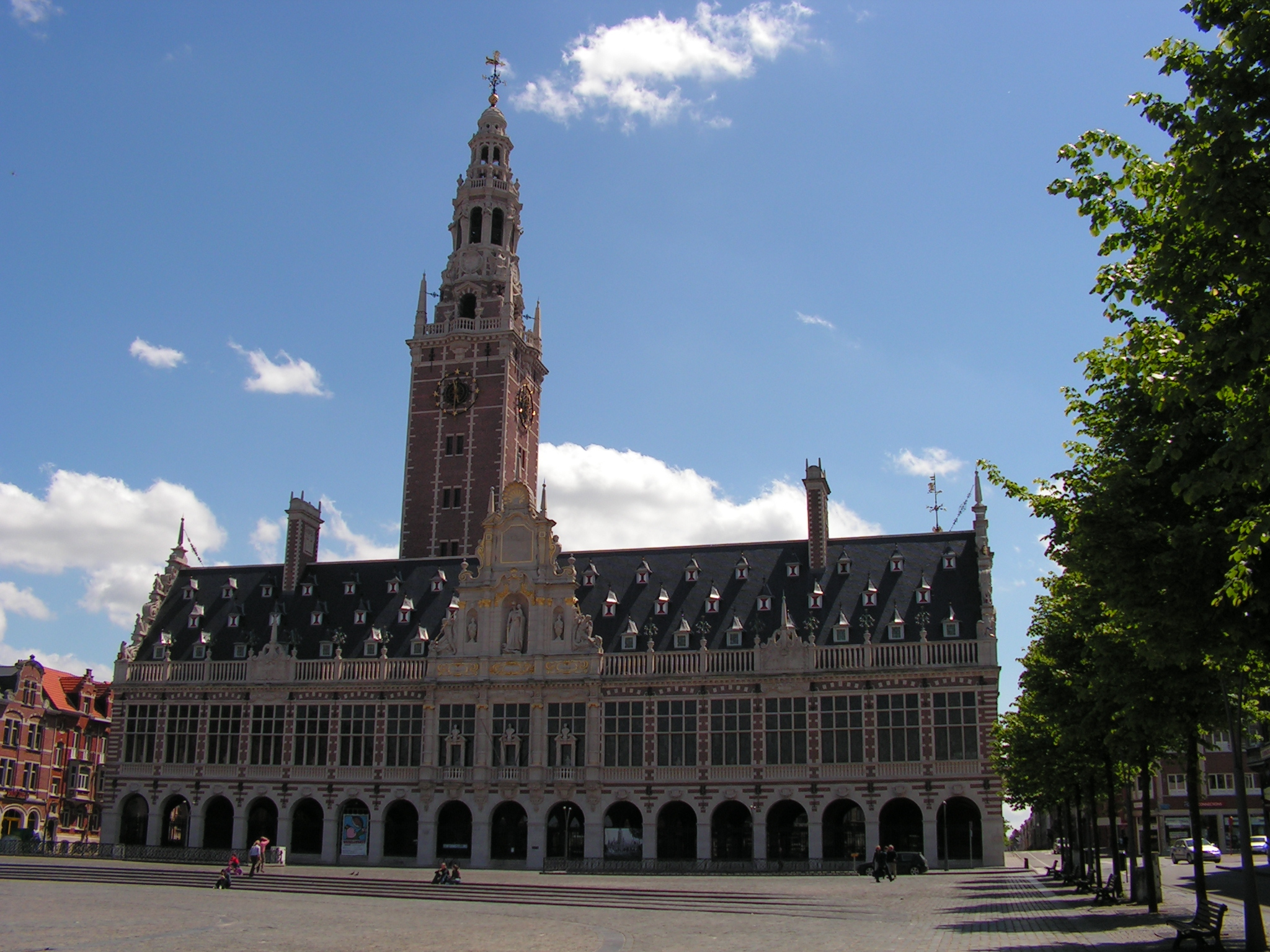
Biblioteca dell'Università Cattolica di Lovanio

Fu fondata nel 1903 da Jean-Baptiste Chabot, con la collaborazione di altri quattro orientalisti: Bernard Carra de Vaux (Istituto cattolico di Parigi), Louis Cheikho (Université Saint-Joseph di Beirut), Ignazio Guidi (Università "La Sapienza" di Roma) ed Henry Hyvernat (Università Cattolica d'America); con lo scopo di diffondere i testi dei Padri orientali. Ciascun testo in lingua originale era accompagnato da una traduzione latina. I primi volumi furono pubblicati dalle "Éditions Poussielgue".
Dal 1912, sotto consiglio di Henry Hyvernat, la pubblicazione dei libri è affidata all'Università Cattolica di Lovanio (Belgio) e l'Università Cattolica d'America di Washington (USA). L'attuale Segretaria Generale è Andrea Schmidt dell'Università cattolica di Lovanio (sezione di lingua francese, Ottignies-Louvain-la-Neuve, in Belgio).
La serie veniva stampata in origine da stamperie distinte, ciascuna specializzata per rappresentare diversi caratteri da stampa. Oggi soltanto una di queste si occupa della produzione e della pubblicazione dei volumi. L'editore Peeters di Lovanio, un tempo chiamato "Orientalista", che nel XX secolo fondò anche una casa editrice accademica internazionale, si occupa della distribuzione dei libri.   
Dalla sua fondazione ha pubblicato oltre 600 volumi, tutti ancora regolarmente in commercio. Una loro caratteristica importante sta nel fatto che, salvo alcune eccezioni, queste pubblicazioni presentano un'edizione critica dei testi originali in un volume, e la traduzione in un secondo volume.
Tra l'intero corpus, 240 volumi si occupano degli scrittori siriaci. Inoltre vengono pubblicati molti libri relativi ad opere in arabo, copto, etiopico classico, armeno e georgiano. Il numero totale delle pubblicazioni include anche oltre cento monografie.

## Collegamenti esterni

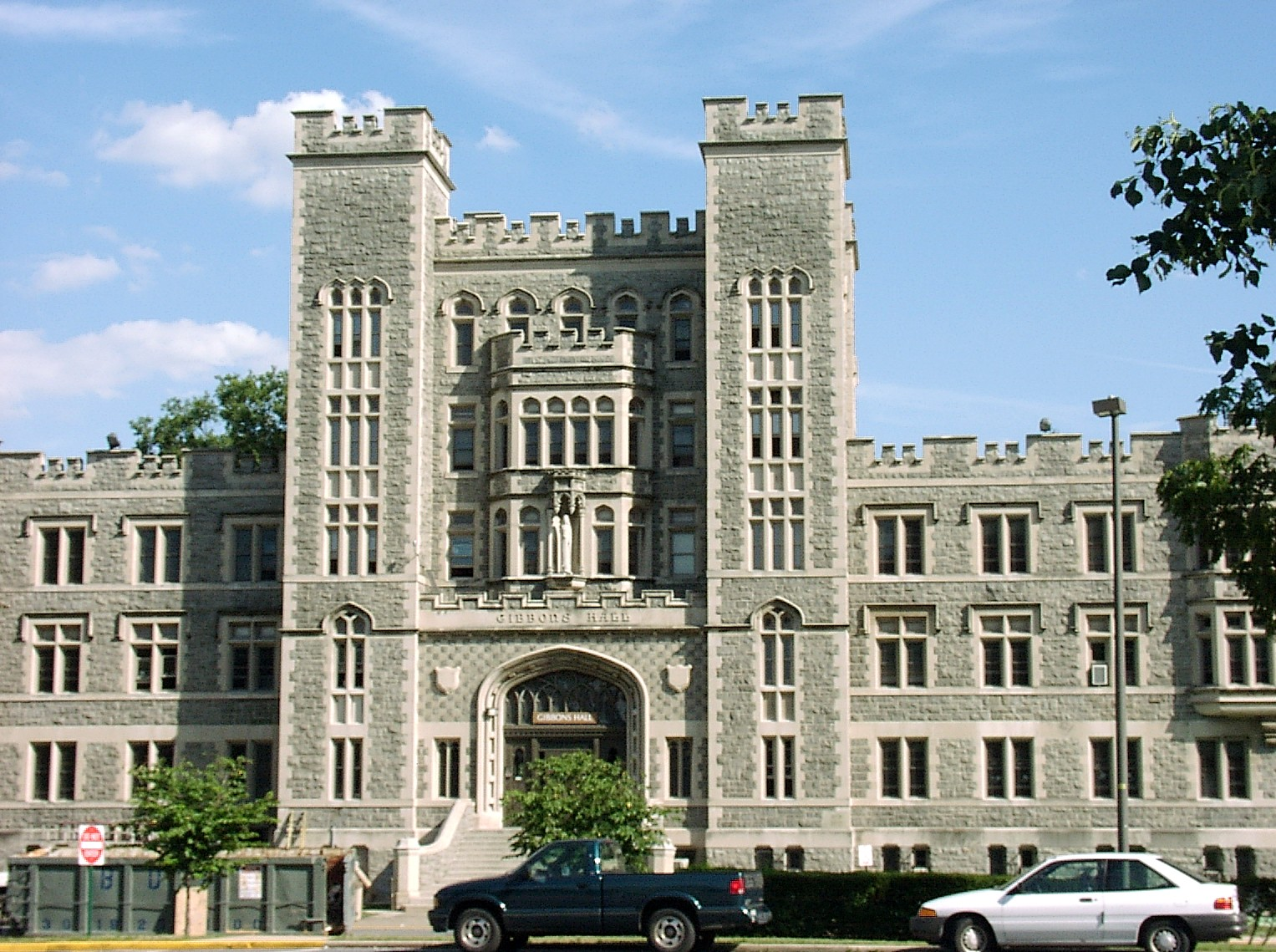
Gibbons Hall, Università Cattolica d'America